# Scrignac
Scrignac (bretonisch Skrigneg) ist eine französische Gemeinde in der Bretagne im Département Finistère mit 781 Einwohnern (Stand 1. Januar 2022).

## Lage
Der Ort liegt im Regionalen Naturpark Armorique (französisch Parc naturel régional d’Armorique), an den Ausläufern des Höhenzuges „Monts d’Arrée“ in einer hügeligen und waldreichen Umgebung. Das Gemeindegebiet wird vom Flüsschen Beurc’hoat durchquert, das zur Aulne entwässert.
Morlaix liegt 20 Kilometer nördlich, Brest 60 Kilometer westlich, Rennes 150 Kilometer ostsüdöstlich und Paris etwa 450 Kilometer östlich (alle Angaben leicht gerundet in Luftlinie).

## Verkehr
Scrignac liegt abgelegen von den Hauptverkehrswegen. Bei Morlaix und Landivisiau befinden sich die nächsten Abfahrten an der Schnellstraße E 50 (Rennes-Brest) und Regionalbahnhöfe an der parallel verlaufenden Bahnlinie.
Bei Brest und Rennes gibt es die nächstgelegenen Regionalflughäfen.

## Bevölkerungsentwicklung
| Jahr                       | 1962 | 1968 | 1975 | 1982 | 1990 | 1999 | 2008 | 2017 |
| Einwohner                  | 1946 | 1687 | 1405 | 1222 | 1005 | 883  | 809  | 757  |
| Quellen: Cassini und INSEE |      |      |      |      |      |      |      |      |

## Sehenswürdigkeiten

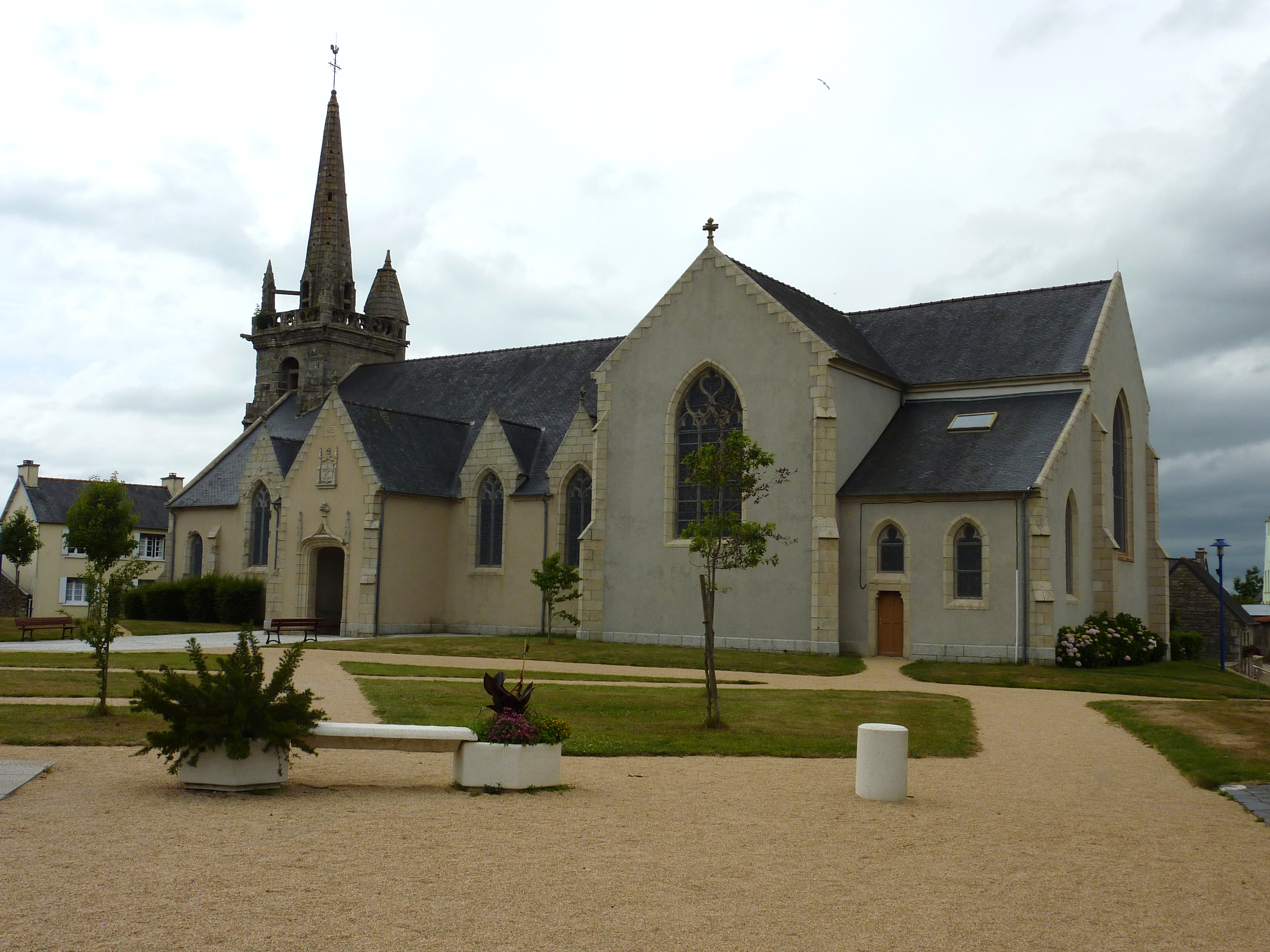
Kirche Notre-Dame
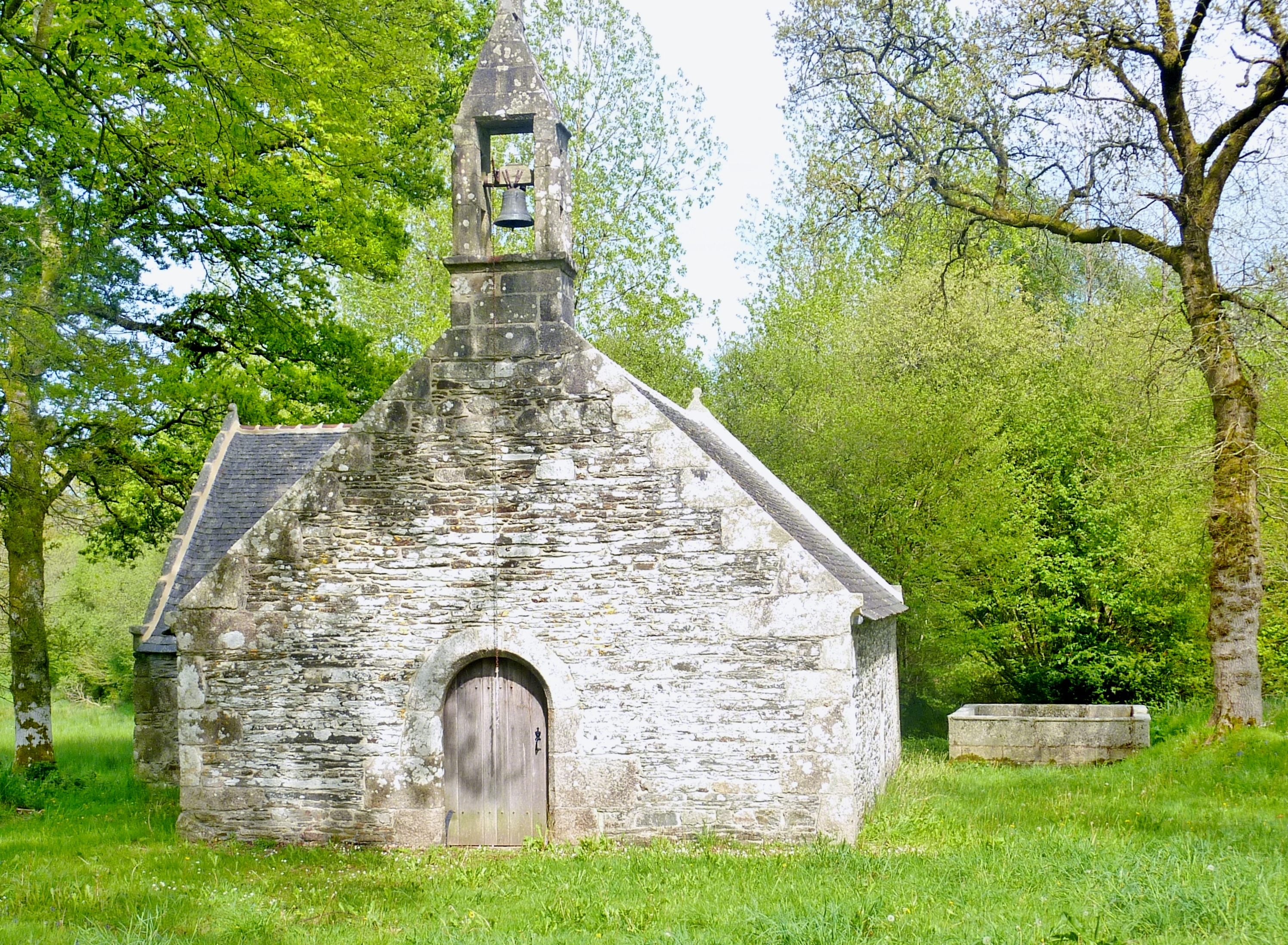
Kapelle Saint-Corentin im Ortsteil Trénivel
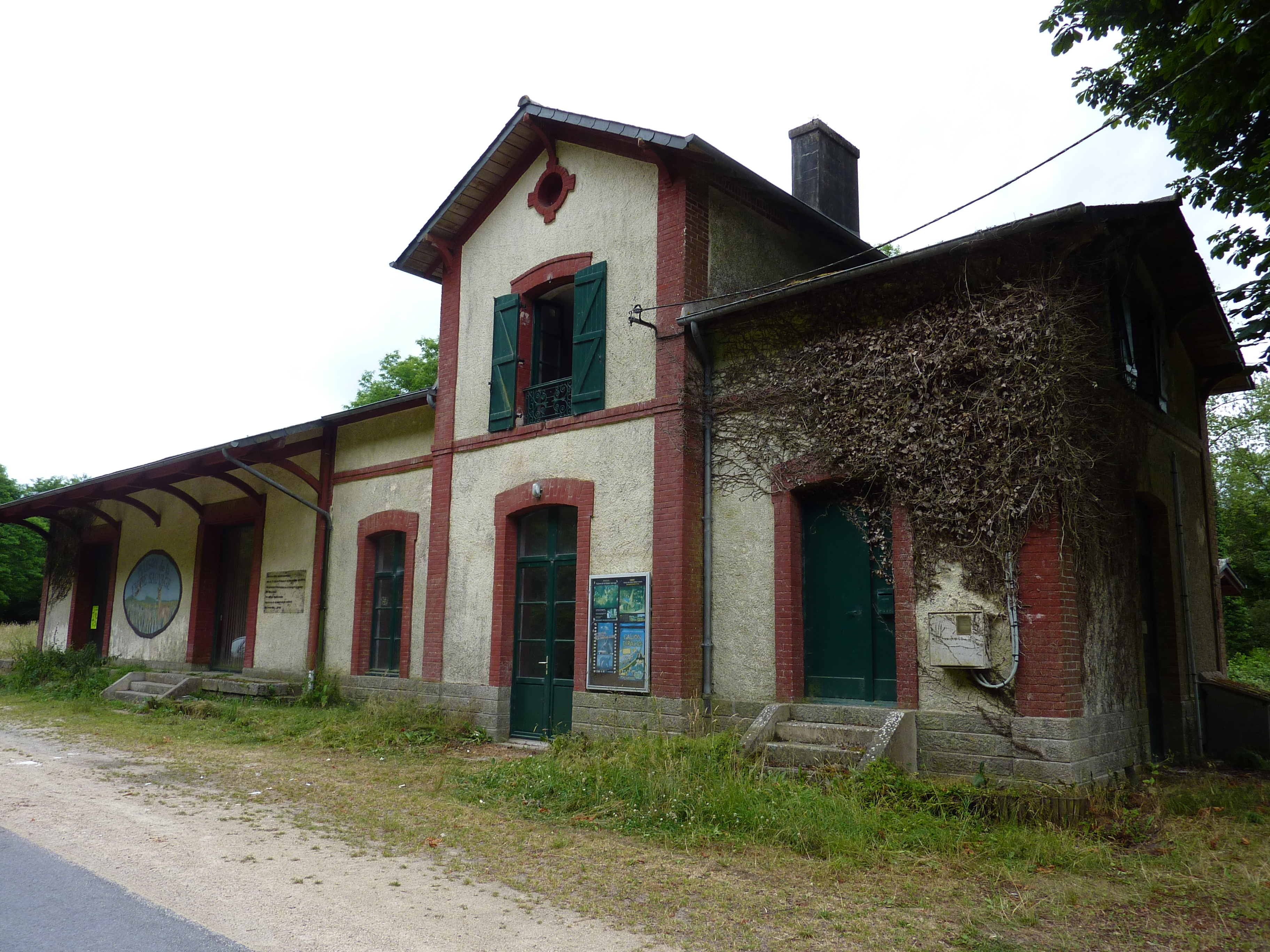
Ehemaliger Bahnhof Berrien-Scrignac

Siehe auch: Liste der Monuments historiques in Scrignac